# Nicolás Rodríguez Bautista
Nicolás Rodríguez Bautista, alias "Gabino" (San Vicente de Chucurí, Santander, 25 de enero de 1950) es un guerrillero colombiano, fue máximo cabecilla del Ejército de Liberación Nacional (ELN) y miembro del Comando Central (COCE) de esa organización.
Rodríguez ingresó al ELN a los 14 años de edad y asumió el liderazgo del ELN después de la muerte de alias Manuel 'El Cura' Pérez, en 1998 hasta junio de 2021 cuando, en un comunicado, renunció como jefe máximo del grupo y como miembro del COCE por motivos de salud, siendo sucedido por alias Antonio García.

## Biografía
Nació el 25 de enero de 1950 en San Vicente de Chucurí (Santander), como parte de 11 hermanos de una familia prestante de la región.

### Militancia en el ELN
Ingresa a los 14 años de edad en una organización política que luego se transformó en el ELN, participando así en la fundación del grupo guerrillero. 
En 1965 participa de la primera acción armada del ELN con la toma de Simacota (Santander). En 1973 fue seleccionado como Miembro de la Dirección Nacional del ELN, después que en combates con el Ejército Nacional murieran los comandantes Manuel y Antonio Vásquez Castaño. 
El 27 de febrero de 1977, el Ejército Nacional  realiza un redada contra estructuras urbanas del ELN en Bogotá; Rodríguez logró escapar de las operaciones.
En 1983 organizó la Primera Reunión Nacional Héroes y Mártires de Anorí, en la cual es selecto como responsable militar y segundo al mando del ELN, tras Manuel 'El Cura' Pérez. Para 1986, se realizó el Primer Congreso Revolucionario donde el ELN diseña planes para derrocar al gobierno y tomarse del poder. Durante 1989 se organiza el Segundo Congreso Revolucionario, donde diseñan el Proyecto de Elección Popular de Alcaldes (EPA) que busca apoyar las campañas a alcaldes con el fin de gobernar en conjunto con la organización guerrillera. 
En 1989, Rodríguez es acusado de ser el autor intelectual, al lado de Gustavo Aníbal Giraldo 'Pablito', del asesinato del Obispo del departamento de Arauca, monseñor Jesús Emilio Jaramillo. El sacerdote fue víctima de amenazas por la organización del ELN por contrariedades ideológicas.
Como comandante, en 1997 organizó el Tercer Congreso Revolucionario también llamado "Comandante Edgar Amilkar Grimados Barón", y donde planteó el Plan Estratégico para el lapso de 1997 y el 2007, que buscaba aumentar el número de reclutas y financiación en la siguiente fase de guerra. Asumió el liderazgo del ELN después de la muerte de Manuel 'El Cura' Pérez, en 1998.
Desde 2018 esta recibiendo tratamiento médico en Cuba, como parte de los diálogos de paz entre el gobierno y el ELN, terminados en el gobierno de Iván Duque a raíz del Atentado contra la Escuela de Policía General Santander en 2019. En mayo de 2021 renuncia desde Cuba como el jefe máximo de la organización y como miembro del COCE por problemas de salud, siendo reemplazado por alias Antonio García, anuncio hecho en redes sociales de la organización insurgente.

## Obras
- Con Antonio García Papá, son los muchachos. Así nació el Ejército de Liberación Nacional (ELN) de Colombia. (2017).[12]

## Condenas
Ha recibido múltiples condenas por hechos delictivos como:
- Masacre de Machuca (1998)

Un juez de Medellín profirió sentencia condenatoria, tras recibir una petición de un fiscal de la Unidad Nacional de Derecho Humanos y Derecho Internacional Humanitario, contra los miembros del COCE: incluyendo a alias "Gabino" y a otros guerrilleros; Herlinton Javier Chamorro alias "Antonio García", Israel Ramírez Cepeda alias "Pablo Beltrán", Luis Carlos Guerrero Cárdenas alias 'Lucho', Pedro Elías Cañas Serrano alias 'Oscar Santos', Rafael Sierra Granados alias 'Ramiro Vargas Melía', Víctor Orlando Cubides alias 'Pablo Tejada', Luis Guillermo Roldán Posada alias 'Raúl', Oscar de Jesús Giraldo Martínez alias 'Ryan' y Germán Enrique Fernández alias 'Jhonny González'. La Procuraduría General de la Nación, por su parte, indicó que "los miembros del COCE "son los encargados de trazar las acciones a seguir –así no las ejecuten- por parte de los integrantes de esa organización armada, y una de sus órdenes era la de atentar contra la infraestructura petrolera del país".
- Secuestro en la Iglesia La María (1999)

Un juez especializado de Cali, lo condenó a 38 años y 5 meses de cárcel y al pago de una multa, así como también Fernando Sánchez Sánchez, alias "Élite", y a Carlos Arturo Restrepo Sánchez, alias "Marcos". El juez los encontró responsables de homicidio agravado, secuestro extorsivo agravado, hurto calificado y agravado, lesiones personales, rebelión y terrorismo, tras ser demostrado por la Fiscalía General de la Nación. El juez ordenó emitir órdenes de captura en contra de Rodríguez y Sánchez, mientras que Restrepo cumple condena en la cárcel de máxima seguridad de Palmira.
- Atentado contra la Escuela de Policía General Santander (2019)[17]

- Tiene 18 medidas de aseguramiento y 34 órdenes de captura por los delitos de reclutamiento ilícito, homicidio, secuestro simple y concierto para delinquir.[18]